# السياحة في أوغندا
السياحة في أوغندا تركز على المناظر الطبيعية والحياة البرية في أوغندا. وهو محرك رئيسي للتوظيف والاستثمار والعملات الأجنبية، حيث ساهم بمبلغ 4.9 تريليون دولار أمريكي (1.88 مليار دولار أمريكي أو 1.4 مليار يورو اعتبارًا من أغسطس 2013) في الناتج المحلي الإجمالي لأوغندا في السنة المالية 2012-2013.
يمكن استخدام السياحة لمحاربة الفقر في أوغندا. هناك شركات السياحة التي توظف الناس بشكل مباشر كسائقين، ومرشدين، وسكرتيرات، ومحاسبين، وما إلى ذلك. وتبيع هذه الشركات منتجات للسياح، على سبيل المثال الفنون والحرف اليدوية والملابس التقليدية. يمكن أيضًا تشغيل السياحة عبر الإنترنت من قبل الشركات القائمة على الإنترنت. تشمل مناطق الجذب السياحي في أوغندا حدائق الألعاب الوطنية ومحميات الألعاب والمواقع التقليدية والغابات الاستوائية الطبيعية. المناسبات التقليدية مثل مبالو في شرق أوغندا وركوب القوارب والشلالات وما إلى ذلك.

## التاريخ
تعود جذور السياحة في أوغندا إلى الفترة التي زار فيها رئيس الوزراء المستقبلي ونستون تشرشل البلاد في عام 1907 وأطلق عليها لقب "لؤلؤة أفريقيا" لطبيعتها الملونة.
في أواخر الستينيات، كان يزور أوغندا 100 ألف سائح دولي كل عام. وكانت السياحة رابع أكبر مصدر للنقد الأجنبي في البلاد. انتهت صناعة السياحة في أوائل السبعينيات بسبب عدم الاستقرار السياسي. بحلول أواخر الثمانينيات، استقر المناخ السياسي في أوغندا وكانت الظروف مناسبة لإعادة الاستثمار في صناعة السياحة في أوغندا.
ومع ذلك، فإن فقدان الحياة البرية الجذابة في حدائق السفاري الشهيرة سابقًا مثل منتزه مورشيسون فولز الوطني ومنتزه الملكة إليزابيث الوطني منع هذه المتنزهات من التنافس مع مناطق الجذب السياحي المماثلة في كينيا وتنزانيا المجاورتين. وبدلاً من ذلك، عززت صناعة السياحة في أوغندا غاباتها الاستوائية. أصبح حجر الزاوية في الصناعة الجديدة هو منتزه بويندي الوطني الذي لا يمكن اختراقه. مع وجود أكثر من 300 غوريلا جبلية، تضم حديقة بويندي الوطنية التي لا يمكن اختراقها ما يقرب من نصف سكان العالم من الغوريلا الجبلية.
في أكتوبر 2014، أصدرت وزارة السياحة والحياة البرية والآثار التابعة للحكومة الأوغندية الخطة الرئيسية للتنمية السياحية 2014-2024 بدعم من منظمة السياحة العالمية التابعة للأمم المتحدة وبرنامج الأمم المتحدة الإنمائي. ومن بين الاستراتيجيات الأخرى، تقسم الخطة البلاد إلى عدة "مناطق تنمية سياحية" جغرافية.

## أرقام سياحية
في الوقت الحاضر، تحتفظ وزارة السياحة والحياة البرية والآثار ومجلس السياحة الأوغندي بالمعلومات بالإضافة إلى الإحصائيات المتعلقة بالسياحة في البلاد. وقد حدثت زيادة في الاستثمار في السياحة، ولا سيما في مجال الإقامة أثناء السفر والمرافق ذات الصلة؛ وقد أدى ذلك إلى تعزيز تجربة السائحين في البلاد.
ويجري تطوير سياحة المغامرات والسياحة البيئية والسياحة الثقافية. حوالي ثلاثة أرباع السياح الأوغنديين هم من دول أفريقية أخرى. تعد كينيا، المتاخمة لأوغندا، أكبر مصدر للسياح إلى أوغندا، حيث تشكل ما يقرب من نصف إجمالي الوافدين إلى البلاد. عدد الزوار من تنزانيا ورواندا وجمهورية الكونغو الديمقراطية والسودان منخفض جدًا.
نظرًا لأن أوغندا دولة غير ساحلية، فهي تعتمد بشكل كبير على الاتصالات عبر كينيا في معظم وسائل النقل الخاصة بها. يفضل المسافرون الدوليون أحيانًا السفر جواً إلى نيروبي قبل السفر إلى العاصمة الأوغندية كامبالا، حيث أن ذلك غالبًا ما يكون أرخص. فيما يلي جدول يوضح عدد السياح الذين زاروا حدائق أوغندا الوطنية بين عامي 2006-2010. في عام 2012، حصلت أوغندا على المركز الأول في "أفضل البلدان ووجهات السفر لعام 2012" من قبل لونلي بلانيت.

### الوافدين حسب البلد
معظم الزوار الذين وصلوا إلى أوغندا على المدى القصير في عام 2013 كانوا من البلدان التالية:
| الترتيب | الدولة                      | العدد   |
| ------- | --------------------------- | ------- |
| 1       | كينيا                       | 380,614 |
| 2       | رواندا                      | 280,431 |
| 3       | تنزانيا                     | 74,485  |
| 4       | الولايات المتحدة            | 56,766  |
| 5       | جمهورية الكونغو الديمقراطية | 49,925  |
| 6       | المملكة المتحدة             | 43,009  |
| 7       | جنوب السودان                | 38,538  |
| 8       | بوروندي                     | 34,115  |
| 9       | الهند                       | 28,647  |
| 10      | جنوب أفريقيا                | 21,184  |